# L'Air de Paris
Pour plus de détails, voir Fiche technique et Distribution.
L'Air de Paris est un film italo-français de Marcel Carné réalisé et sorti en salle en 1954.

## Résumé
Ancien boxeur, Victor Le Garrec dirige une salle d'entraînement et rêve de découvrir un « poulain » qui deviendra champion et réalisera les ambitions que lui-même n'a pu tenir. Son épouse Blanche a pris son parti de ce culte exclusif du « noble art » et tient en ordre la comptabilité,non sans une certaine lassitude, surtout après avoir hérité d'une maison sur la côte d'Azur. Lorsque Victor rencontre André Ménard, un manœuvre solitaire qui révèle des dons certains, il l'arrache à sa vie médiocre, l'entraîne en lui transmettant toute son expérience et le transforme en champion. Il sera aussi à ses côtés lorsque André se sentira seul après sa brève aventure avec Corinne, une jolie Parisienne.

## Fiche technique
| - Réalisation : Marcel Carné - Scénario : D'après le roman de Jacques Viot : La Choutte - Adaptation : Jacques Sigurd, Marcel Carné - Dialogue: Jacques Sigurd - Assistants réalisateur : Pierre Blondy, Lou Bonin, Pierre Granier-Deferre - Images : Roger Hubert, assisté de René Guissart - Opérateur : Adolphe Charlet - Images de Paris : André Dumaître - Son : Antoine Archimbaud - Décors : Paul Bertrand, assisté de James Allan - Montage : Henri Rust, assisté de Madeleine Bagiau et Monique Bonnot - Musique : Maurice Thiriet (Éditions Ray Ventura) - Chanson : de Francis Lemarque et Bob Castella, chantée par Yves Montand (Éditions Montmartre) - Administrateur : Pierre Bochard - Régisseur général : André Hoss, assisté de Jean Pieuchot - Ensemblier : Roger Volper | - Robes : Balenciaga - Coiffures : Huguette Lalaurette - Script-girl : Christiane Nat, Christine Souillard - Photographe de plateau : Walter Limot - Maquillage : Boris Karabanoff, Jean Ulysse - Tournage : Paris-Studio-Cinéma de Billancourt du 1er mars au 14 mai 1954 - Pellicule : noir et blanc - 35mm - Système sonore : Western Electric - Tirage : Laboratoire GTC de Joinville - Production : Del Duca Films - Galatea (franco-italienne - Pays de production : France - Italie - Directeur de production : Léon Carré - Chef de production : Robert Dorfmann - Distribution : Corona - Durée : 110 minutes - Genre : Comédie dramatique - Première présentation : le 24 septembre 1954 |

## Distribution
| - Jean Gabin : Victor Le Garrec, entraîneur de boxe - Arletty : Blanche Le Garrec, la femme de Victor - Roland Lesaffre : André Ménard, cheminot - Marie Daëms : Corinne, le mannequin parisien - Folco Lulli : Angelo Posi, le commerçant - Maria-Pia Casilio : Maria Posi, la fille d'Angelo - Ave Ninchi : Angela Posi, la femme d'Angelo - Jean Parédès : Jean-Marc, le couturier - Simone Paris : Chantal, l'amie de Corinne - Marcelle Praince : Une amie de Corinne au restaurant - Maurice Sarfati : Jojo, un jeune boxeur - Mathilde Casadesus : La voyageuse sortant de la gare - Jean Bellanger : Le voyageur sortant de la gare | - Jean-François Poron : Un spectateur au "Central" - Gil Delamare : Un ami d'André - Lucien Raimbourg : L'employé de l'hôpital - Georges Bever : Un cheminot - Henri Coutet : Un fort des Halles - Jimmy Perrys : Un fort des Halles - Seraphin Ferrer : Un boxeur - Streicher : Un boxeur - Legendre : Un boxeur - Roger Michelot : Un entraîneur - Simone Duhart - Nicole Regnault - Les speakers et soigneurs du Central Club de Paris |

## Autour du film
- Maria-Pia Casilio est une actrice italienne, née à San Pio delle Camere le 5 mai 1935 et morte à Rome le 10 avril 2012. Elle tourne une trentaine de films en Italie, et quelques-uns en France.
- Ave Ninchi est une actrice italienne née à Ancône le 14 décembre 1915 et morte à Trieste, le 10 novembre 1997. Elle tourne dans sa carrière plus de 110 films.
- Séraphin Ferrer, ancien champion de France professionnel des poids légers et challenger européen donne la réplique à Roland Lessafre sur le ring.
- Le combat de boxe au Central a été tourné en décor naturel au Central sporting club. Le tournage montre la boulangerie chez Coin  à droite de l'entrée du Central au 57 rue du Faubourg Saint-Denis.

## Récompenses
Marcel Carné a été nommé au Lion d'or à la Mostra de Venise de 1954 où Jean Gabin remporta la Coupe Volpi pour la meilleure interprétation masculine pour son rôle dans le film ainsi que pour celui de Max le menteur dans Touchez pas au grisbi de Jacques Becker sorti la même année.